# العقارات في الصين
في السنوات التي سبقت الأزمة المالية عام 2008، كان قطاع العقارات في الصين ينمو بسرعة كبيرة لدرجة أن الحكومة نفذت سلسلة من السياسات - بما في ذلك زيادة الدفعة الأولى المطلوبة لبعض مشتريات العقارات، وخمس زيادات في أسعار الفائدة في عام 2007 - بسبب مخاوف من تدهور الإقتصاد. ولكن بعد اندلاع الأزمة، تم إلغاء هذه السياسات بسرعة، وتم تشديدها في بعض الحالات. أطلقت بكين أيضًا حزمة تحفيز ضخمة لتعزيز النمو، وتدفق الكثير من التحفيز في نهاية المطاف إلى سوق العقارات مما أدى إلى ارتفاع الأسعار، مما أدى إلى تطلع المستثمرين بشكل متزايد إلى الخارج. بحلول أواخر عام 2014، حذر صندوق النقد الدولي من ظهور مشكلة فائض في المعروض العقاري تهدد بإحداث آثار ضارة على الاقتصاد الصيني، لا سيما في مدن المستويين الثاني والثالث. اعتبارًا من عام 2015، كان السوق يشهد نموًا منخفضًا وخففت الحكومة المركزية الإجراءات السابقة لتشديد أسعار الفائدة وزيادة الودائع وفرض القيود. بحلول أوائل عام 2016، قدمت الحكومة الصينية سلسلة من التدابير لزيادة مشتريات العقارات، بما في ذلك خفض الضرائب على مبيعات المنازل، والحد من مبيعات الأراضي لمشاريع التنمية الجديدة، والثالث في سلسلة من تخفيضات الدفعة الأولى للرهن العقاري.

## أنظر أيضاً
- أزمة قطاع العقارات الصيني 2020-2022